# Léon (film)
Pour les articles homonymes, voir Léon.
Pour plus de détails, voir Fiche technique et Distribution.
Léon, ou Le Professionnel au Québec, est un film français écrit, coproduit et réalisé par Luc Besson, sorti en 1994.
Sixième long métrage réalisé de Luc Besson, Léon retrace la vie d'un tueur à gages solitaire dont seul le prénom est indiqué (son nom de famille n'est pas précisé). Il vit à New York et va héberger puis aider, après un concours de circonstances, l'une de ses voisines de palier. Cette dernière s'appelle Mathilda. Elle est âgée de douze ans et devient orpheline lorsque sa famille est assassinée. En effet, son père vole de la cocaïne à des policiers véreux utilisant son domicile comme planque, ce qui déclenche une vengeance sanglante de leur part. Pour venger son petit frère, le seul membre de sa famille qu'elle aimait sincèrement, Mathilda implore Léon de lui apprendre son « métier ». Luc Besson s'inspire de Jeff Costello, le tueur à gages interprété par Alain Delon dans Le Samouraï pour créer Léon, le personnage principal,,.
Jean Reno y interprète le rôle-titre, similaire à celui de Victor qu'il avait incarné dans Nikita, le précédent film du réalisateur. Luc Besson considère que Léon est un « cousin américain de Victor », en « plus humain ». Ce film marque également la première apparition à l'écran de Natalie Portman, alors âgée de douze ans, comme le personnage qu'elle incarne, dans le rôle de Mathilda. Gary Oldman et Danny Aiello endossent les deux autres rôles importants du film.
Le film reçoit un très bon accueil du public, aussi bien aux États-Unis qu'en France. Léon est un succès populaire puisqu'il attire dans l'Hexagone un total de près de 3 500 000 spectateurs lors de son exploitation en salle. Aux États-Unis, le film rapporte 19 250 000 dollars. Du côté des critiques professionnelles, l'accueil est davantage mitigé mais globalement positif. Par ailleurs, il a été nommé à sept reprises aux César même s'il n'en a remporté aucun.
Il existe une version longue du film, sortie en 1996, dans laquelle une éventuelle relation amoureuse entre Léon et Mathilda, déjà ambiguë dans la version d'origine, est davantage explicite via les paroles et les gestes des comédiens.

## Synopsis
Léon (Jean Reno) est un tueur à gages solitaire vivant à New York depuis au moins une dizaine d'années. Il est particulièrement méthodique, méticuleux et froid dans son travail. Ses contrats viennent uniquement du mafieux Tony (Danny Aiello) qui est propriétaire du restaurant le « Supreme Macaroni ». Léon habite le même quartier que son donneur d'ordres dans un immeuble vétuste de Little Italy, au bout d'un long couloir. Le tueur à gages occupe son temps libre en faisant des exercices physiques de toutes sortes, en prenant soin de sa plante d'intérieur (une Aglaonema) et en allant voir des comédies musicales de Gene Kelly dans un cinéma de quartier. Il n'a aucune interaction sociale hormis avec Tony.
Léon croise une adolescente en train de fumer, un jour de semaine, alors qu'il rentre à son appartement après avoir « travaillé ».  C'est l'une de ses voisines, Mathilda Lando (Natalie Portman), assise sur le sol de leur palier commun. Il réprouve son tabagisme et le lui fait savoir. Il comprend qu'elle est livrée à elle-même car elle devrait être en classe à cette heure. Il perçoit également qu'elle est dans une famille distendue, où les difficultés relationnelles sont nombreuses, dans laquelle elle est mal-aimée et se sent aussi mal à l'aise. Elle vit dans une famille recomposée avec son père, son petit frère, sa belle-mère et sa belle-sœur.
Quelques jours plus tard, Mathilda saigne du nez et a visiblement été frappée. Elle demande à Léon si la vie est aussi dure uniquement pour les enfants ou si c'est comme ça pour toute la vie. Il lui répond avec aigreur : « c'est comme ça tout le temps ».
Par inconscience, le père de Mathilda (Michael Badalucco) s'est attiré la colère d'agents corrompus de la DEA. Il leur sert de « nourrice » en stockant des sachets de cocaïne chez lui et ils viennent de découvrir qu'il avait volé une partie de la drogue pour lui-même.
Alors que Mathilda fait des courses chez l'épicier, les agents corrompus montent dans son immeuble pour récupérer leur marchandise. Leur chef, Norman Stansfield (Gary Oldman) est un sociopathe violent et sans scrupules, en proie par moments à des hallucinations visuelles et auditives. Cet homme est si instable qu'il effraie même les policiers véreux de son groupe qui craignent particulièrement ses sautes d'humeurs et ses accès de psychose. Il ingère une gélule de drogue avant de rentrer dans l’appartement avec un fusil à pompe.
Les quatre membres de la famille de Mathilda se trouvent alors dans l'appartement. Stansfield rentre dans les lieux le premier. Il commence sa virée par deux assassinats de sang-froid sur des personnes désarmées car il tire sur la belle-mère (alors dans son bain) puis sur la demi-sœur qui s'enfuyait et qui est atteinte dans le dos. Le père qui avait caché une arme à feu dans son salon réagit en tuant un des policiers corrompus. Un troisième agent tire en réaction une rafale de pistolet mitrailleur dans toutes les directions, réussissant à blesser légèrement le père, mais tuant sans l'avoir cherché le petit frère qui sortait de sa cachette sous le lit pour fuir les lieux. Le père, seul survivant, s'enfuit en rampant mais se fait maintes fois tirer dessus par Stansfield qui l'achève en lui reprochant d'avoir abimé son costume.
Lorsque Mathilda arrive avec ses sacs de courses dans les mains, juste après le massacre, elle entend l'un des hommes de main qui se plaint que « le jeune garçon se soit fait descendre ». Elle feint l'indifférence en passant devant l'appartement et va jusqu'à la porte de Léon plus loin dans le couloir. Complètement bouleversée, tremblante et en larmes, elle frappe nerveusement à plusieurs reprises en attendant désespérément qu'il lui accorde l'asile. Léon, qui a entendu les détonations, surveille l'opération en cours par son judas, l'arme au poing, prêt à intervenir au besoin. Hésitant longuement, il finit par ouvrir la porte au moment où l'agent surveillant le couloir commence à avoir des soupçons au sujet de l'enfant.
L'orpheline découvre rapidement que Léon est un tueur à gages. Elle le supplie de l'accepter avec lui et de lui apprendre ses compétences de « nettoyeur » : elle veut venger la mort de son petit frère de quatre ans, le seul membre de sa famille qu'elle aimait vraiment. Elle se propose en retour comme femme de ménage et professeur pour remédier à l'illettrisme de Léon. D'abord très réticent (il est même tenté la première nuit de l'exécuter, pour abréger ses souffrances et ne pas risquer de compromettre sa propre situation), Léon accepte, et ils commencent à travailler ensemble.
Il tient à lui apprendre un code moral, une ligne de conduite précise dans son domaine de travail : « Ni femme, ni enfant ». Il ne faut jamais viser ni tuer de femmes ni d'enfants. Mathilda est parfaitement d'accord avec ce principe.
Léon prend soin de la jeune fille, lui explique et met en pratique diverses techniques de discrétion, d'emploi d'armes à feu, de tenues vestimentaires, de caches et d'analyses de son environnement. Léon lui enseigne aussi des manières discrètes de prendre contact grâce à des codes, à faire en tapant du poing sur la porte, pour s'identifier et convenir ensemble que tout va bien. Ils changent souvent de logement et utilisent des noms d'emprunt pour ne pas être repérés.
Ils apprennent à se connaître et à s'apprécier. Alors qu'ils deviennent de plus en plus proches, la jeune orpheline affirme à Léon qu'elle est amoureuse de lui, mais il est très troublé et refuse de répondre.
L'adolescente gagne de l'expérience et augmente sa confiance en elle. Elle réussit un jour à localiser Stansfield et le suit dans l'immeuble de la DEA pour essayer de le tuer, mais elle se fait surprendre par celui-ci, dans les toilettes. Il confie la petite à deux de ses collègues pendant qu'il se rend sur la scène d'un crime où son bras droit a été tué par Léon pendant un contrat. Ce dernier, en revenant de sa besogne, et découvrant les intentions de Mathilda en lisant un mot qu'elle lui a laissé, se précipite au bâtiment et la sauve. Il tue dans la manœuvre deux des hommes incriminés dont l'auteur du meurtre du frère de Mathilda.

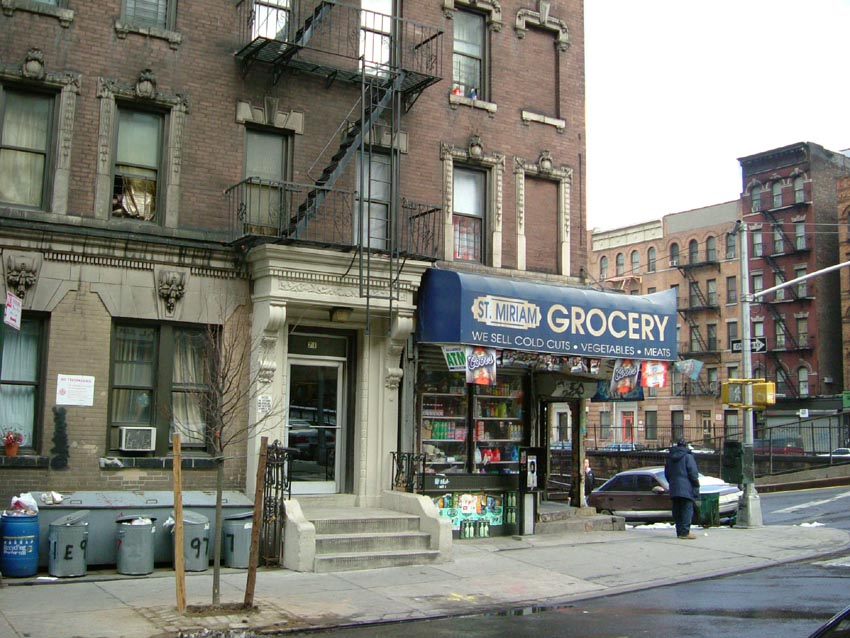
Le bâtiment où habitent Léon et Mathilda, au coin de la et de Park Avenue.

Stansfield est furieux qu'un « tueur italien » ait exécuté ses hommes dans les locaux de la DEA (ainsi que son bras droit dans un autre lieu de la ville). Il va affronter Tony, le chef de Léon. Il connaît son business - il lui a déjà fait exécuter des contrats afin d'éliminer des concurrents - et il soupçonne que le tueur solitaire puisse être quelqu'un de sa connaissance. Il arrive dans le restaurant de Tony alors que ce dernier supervise une fête d'anniversaire d'un jeune membre de sa famille. Par l'intimidation et la force physique, il veut le forcer à révéler où se trouve sa cible.
Plus tard, Mathilda revient de l'épicerie de quartier. Une unité du SWAT, envoyée par Stansfield, la prend en otage pour essayer de pénétrer directement dans l'appartement de Léon. Mathilda reçoit comme ordre de la part des policiers de leur indiquer le code entre eux. Lorsque l'un des agents frappe à la porte, il ne sait pas que la séquence qu'il établit est différente du code préalablement choisi mais cela alerte efficacement Léon. Sans perdre de temps, ce dernier échafaude une embuscade contre l'équipe d'intervention et prend ensuite l'un des membres en otage pour l'échanger contre Mathilda. Alors qu'ils se replient dans l'appartement, Léon permet à la jeune fille de s'échapper par une conduite d'aération qui conduit au sous-sol et qui est trop étroite pour lui-même. Quelques instants avant que l'assaut soit déclenché, afin qu'elle accepte de partir seule, il la rassure en lui disant qu'il l'aime, qu'il ne tient pas à mourir et qu'il va la rejoindre vite.
Dans le chaos de l'intervention en milieu confiné, il y a tant de débris et de poussière dans ce qu'il reste de l'appartement que Léon, qui porte un masque à gaz de policier, est pris par les membres de l'unité d'élite pour l'un des leurs. Il a été blessé à l'épaule par une balle et git sur le sol de son appartement en ruines. Il se fait rapatrier directement jusqu'au rez-de-chaussée pour y être sommairement soigné. Mais Stansfield, lui aussi au rez-de-chaussée, le reconnait lorsque son masque lui est enlevé. Il donne l'ordre de rendre désert un couloir qui mène à l'extérieur. Silencieusement, il se cache dans une pièce puis il suit Léon pour lui tirer dans le dos, lâchement, lorsque personne d'autre n'est présent pour le voir à l’œuvre. Il s'agenouille au-dessus de sa victime et le raille d'un ton méprisant. Gravement blessé, ayant à peine la force de parler, Léon place un objet dans ses mains qu'il lui explique être « de la part de Mathilda ». Écartant ses doigts, Stansfield reconnait la goupille d'une grenade et ouvre la veste du tueur à gages pour découvrir plusieurs engins explosifs attachés à sa poitrine. Il laisse échapper un bref « Chiotte ! » juste avant qu'une énorme explosion ne fasse sauter les lieux.
Mathilda se rend au magasin de Tony, comme Léon le lui avait indiqué au cas où il lui arriverait quelque chose. Le donneur d'ordres, qui porte sur le visage bien des stigmates de violences physiques, lui donne une petite somme d'argent en lui expliquant qu'elle n'est pas assez âgée pour recevoir tout ce que Léon a économisé. Il lui précise ensuite que l'école doit être une priorité pour elle. Lorsque Mathilda lui demande de lui donner un travail, assurant qu'elle peut « nettoyer » comme Léon, Tony se met en colère et lui répond sévèrement qu'il n'a pas de travail convenable à offrir pour une enfant de douze ans.
N'ayant nulle part où aller, elle retourne à son ancienne école. Elle se voit obligée d'expliquer à la directrice tout ce qui s'est passé, lorsqu'elle lui fait comprendre qu'elle attend la vérité de sa part. Finalement, Mathilda se rend dans le parc devant l'école avec la plante de Léon. Elle y creuse un trou pour placer l'aglaonema « pour qu'elle ait de vraies racines » comme elle l'avait naguère fait remarquer à son défunt ami.

## Fiche technique
Sauf indication contraire, les informations mentionnées dans cette section peuvent être confirmées par la base de données cinématographiques IMDb,  présente dans la section « Liens externes ».
- Titre original : Léon
- Titre international : The Professional ou Léon: The Professional[5]

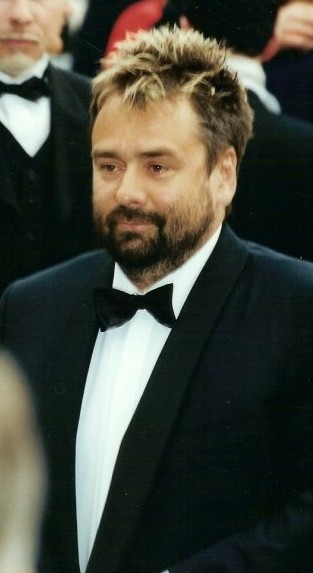
Luc Besson (ici en 2000), réalisateur, scénariste et producteur du film.

- Titre québécois : Le Professionnel[réf. nécessaire]
- Réalisation et scénario : Luc Besson
- Musique : Éric Serra
- Direction artistique : Gérard Drolon
- Décors : Dan Weil
- Costumes : Magali Guidasci
- Photographie : Thierry Arbogast
- Son : Pierre Excoffier, François Groult, Gérard Lamps et Bruno Tarrière
- Montage : Sylvie Landra
- Production : Patrice Ledoux, Luc Besson et Claude Besson
- Sociétés de production : Gaumont et Les Films du Dauphin
- Sociétés de distribution[6] : Gaumont Buena Vista International (France)
- Budget : 115 millions francs[7]
- Pays de production :  France
- Langues originales : anglais, et partiellement en français et italien
- Format : couleur (Technicolor) — 35 mm — 2,35:1 Cinémascope — son Dolby SR / Digital SR-D / DTS / SDDS
- Genre : drame, action
- Durée : 110 minutes, 136 minutes (version director's cut, 1996)
- Dates de sortie[5] :
  - France : 14 septembre 1994 (sortie initiale) ; 26 juin 1996 (version intégrale)
  - États-Unis : 18 novembre 1994
- Classification[8] :
  - États-Unis : R - Restricted
  - France : interdit aux moins de 12 ans

## Distribution
- Jean Reno (VF : lui-même) : Léon

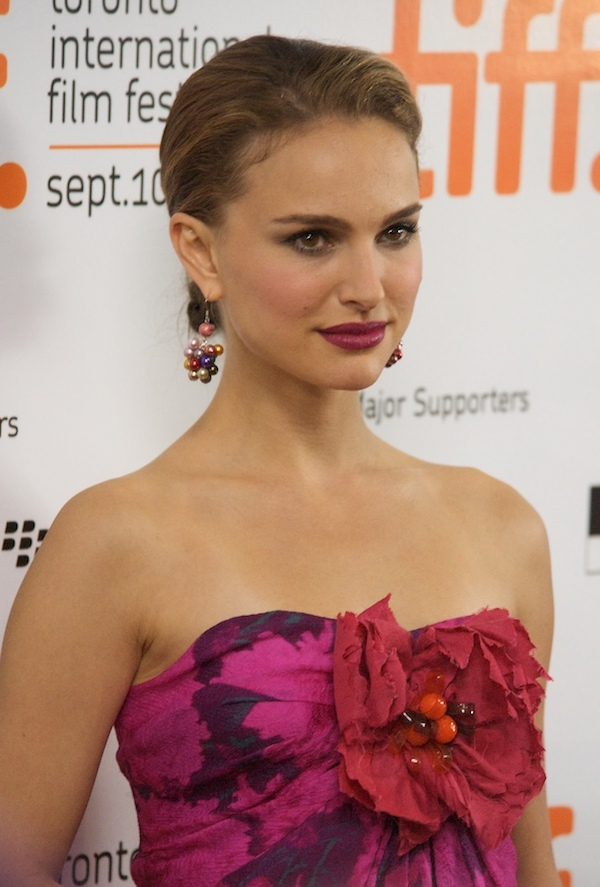
Natalie Portman (ici en 2009), actrice révélée par Léon dans le rôle de Mathilda.

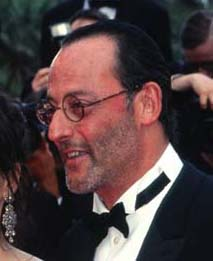
Jean Reno (ici en 2002) interprète le rôle-titre de Léon.

- Natalie Portman (VF : Ludivine Sagnier) : Mathilda Lando
- Gary Oldman (VF : Dominique Collignon-Maurin) : Norman Stansfield
- Danny Aiello (VF : Michel Fortin) : Tony
- Peter Appel (VF : Bernard Métraux) : Malky
- Willi One Blood (VF : Emmanuel Karsen) : Willie [9], l'agent de Stansfield aux dreadlocks
- Don Creech : l'agent de Stansfield à la veste noire
- Keith A. Glascoe (VF : Luc Florian) : Benny, un des agents de Stansfield
- Randolph Scott II : un agent de Stansfield
- George Martin (VF : William Sabatier) : le réceptionniste de l'hôtel
- Michael Badalucco (VF : Jean Benguigui) : le père de Mathilda
- Ellen Greene (VF : Isabelle Ganz) : la belle-mère de Mathilda
- Elizabeth Regen (VF : Odile Schmitt) : la demi-sœur de Mathilda
- Carl J. Matusovich : le petit frère de Mathilda
- Frank Senger (VF : Gérard Boucaron) : M. Jones, surnommé "Fatman"
- Lucius Wyatt Cherokee (VF : Vincent Grass) : Tonto
- Eric Challier : chef des gardes du corps
- Luc Bernard : Mickey
- Maïwenn : la blonde avec M. Jones (créditée en tant que « Ouin-Ouin »)
- Jessie Keosian : la vieille dame
- Abdul Hassan Sharif : le chauffeur de taxi de Mathilda
- Stuart Rudin : le chauffeur de taxi de Léon
- Geoffrey Bateman (VF : Gérard Rinaldi) : le chef du SWAT
- Arsène Jiroyan : l'otage du SWAT
- Peter Vizard : le docteur
- Joseph Malerba : le SWAT dans les escaliers
- Betty Miller : la directrice du pensionnat
- Adam Busch : Manolo
- Samy Naceri (VF : Thierry Wermuth) : SWAT 1
- Christophe Gautier (VF : Gabriel Le Doze) : SWAT 2
- Alex Carpentier : SWAT 3
- David Gregg : SWAT 4
- Michel Montanary : SWAT 5
- Hervé Husson :  SWAT 6
- Didier Legros : SWAT 7
- Marc Andreoni : SWAT 8
- Gilles Kleber : SWAT 9
- Levis John Junior : SWAT 10

Source et légende : version française (VF) sur Allodoublage

## Présentation et personnages

### Relation entre Mathilda et Léon
Léon, classé film d'action, ne contient finalement que peu de scènes d'action (seulement trois) pour se concentrer sur la relation qui unit Mathilda à Léon, relation qui évolue au cours du film : d'abord voisins de palier, puis maître et élève, puis amis, puis père et fille et enfin partenaires. Cela permet à Besson de soigner ses moments de violence : l'ouverture du film, l'assassinat de la famille de Mathilda et le final. Ces scènes demeurent très sobres, avec le jeu sur les contrastes ombre et lumière de Thierry Arbogast. Léon est surtout un film intimiste contenant une histoire d'amour. Ce tueur professionnel et cette jeune fille dont la famille a été éliminée avaient tous les deux besoin de quelqu'un. Plus le film avance, plus la relation des deux personnages se complexifie. En ce sens le final refuse tout happy end et bénéficie d’une véritable portée émotionnelle.

### Léon
Léon est un tueur à gages habitant New York. Il vit seul et n'a pas d'amis, excepté sa plante verte dont il prend grand soin. Il fait régulièrement des exercices physiques, boit beaucoup de lait et aime les comédies musicales de l'âge d'or d'Hollywood. Il est illettré et très peu éduqué. Il n'aime pas parler de son passé, mais il finit par se confier à Mathilda : lorsqu'il habitait l'Italie, jusqu'à ses dix-neuf ans, il était amoureux d'une fille de famille « respectable » alors que la sienne ne l'était pas autant. Le père de sa petite amie était contre cette relation, mais elle rejoignait Léon en cachette. Le père tua sa fille mais ne passa que deux jours en prison, la police ayant considéré qu'il s'agissait d'un accident. Léon se vengea en abattant le père avec un fusil à lunette et partit le soir même pour les États-Unis afin de rejoindre son père, qui travaillait alors pour Tony (cette information concernant le passé de Léon n'est évoquée que dans la version longue du film). Depuis lors, Léon n'a plus quitté New York ni eu de nouvelle petite amie.

### Mathilda
C'est une enfant de douze ans en échec scolaire, vivant dans une famille recomposée. Ses parents l'ont placée dans une école pour enfants en difficulté. Son père est violent avec elle, et elle déteste sa demi-sœur et sa belle-mère qui sont mal intentionnées envers elle. Elle est cependant très proche de son petit frère de quatre ans.

### Norman Stansfield
C'est un agent de la DEA, corrompu, drogué et impulsif. Il détourne et stocke de la drogue pour la revendre. Il est également fan de musique classique et en particulier de Beethoven et Mozart, et n'aime pas être dérangé quand il en écoute.

### Tony
Tony est un mafieux travaillant depuis son restaurant le « Supreme Macaroni » ; c'est lui qui a recueilli Léon quand il est arrivé aux États-Unis et lui a donné du travail. Depuis, Léon prend toujours ses contrats chez lui. Tony lui sert aussi de banque en stockant l'argent qu'il gagne grâce à ses contrats. Tony souligne le fait que les vraies banques demandent des formulaires à remplir, et qu'elles se font toujours braquer, alors que « personne ne braque le vieux Tony », mais il est sous-entendu qu'il abuse de sa naïveté. Tony propose également ses services à des agents corrompus, notamment à Norman Stansfield.

## Production

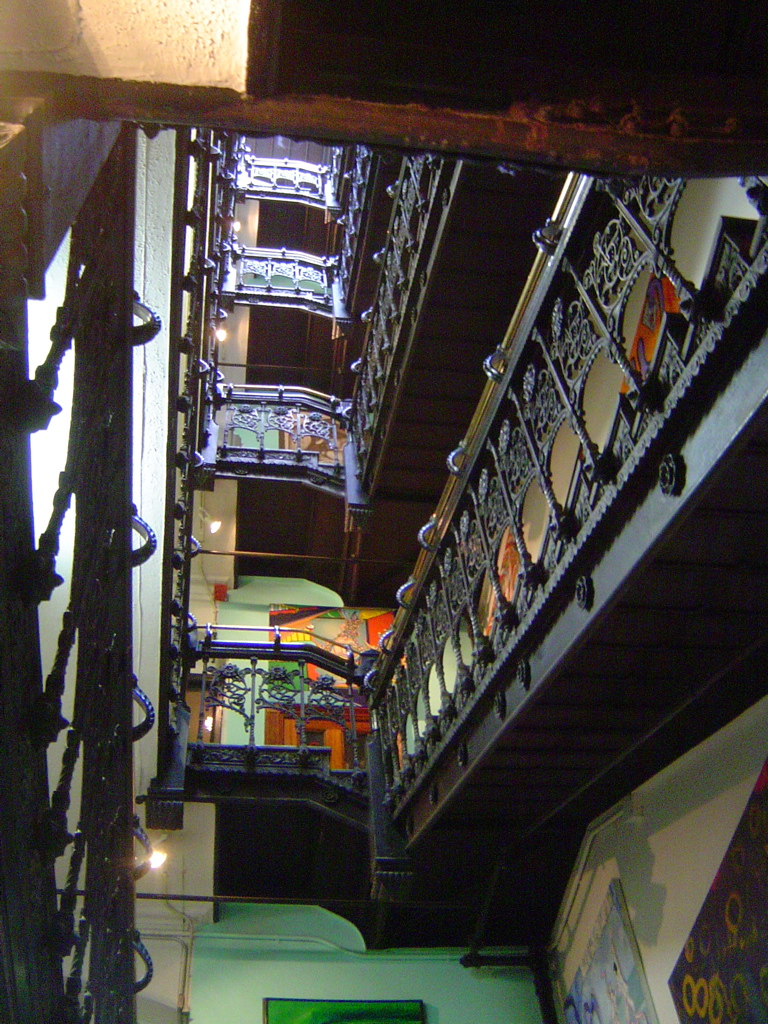
L'hôtel Chelsea à Manhattan, où a lieu le tournage de certaines scènes.

### Genèse et développement
L'idée de Léon provient en partie d'un précédent film de Luc Besson, Nikita (1990), dans lequel Jean Reno joue un personnage similaire nommé Victor, qui fait une apparition brève mais marquante. Il s'agissait donc de développer ce personnage, en y apportant certaines nuances. Pour Besson, Léon est un « cousin américain de Victor », en « plus humain »[source insuffisante]. D'ailleurs, les deux personnages portent les mêmes lunettes[source insuffisante], et il existe des similitudes entre les deux films (le soin apporté à un pot de fleur ou encore une jeune femme qui voit son passé s'effondrer pour se transformer en tueuse à gages).
L'actrice-réalisatrice Maïwenn, alors épouse de Besson, qu'elle a rencontré étant mineure, affirme que le film s'inspire de leur histoire.

### Attribution des rôles
Léon est le premier film dans lequel apparaît Natalie Portman.
Natalie Portman, à l'âge de dix ans, se voit proposer par Revlon un travail dans le mannequinat, travail qu'elle refuse, préférant devenir actrice. L'enfant passe ses vacances d'été dans un camp où elle apprend le théâtre. Elle y fait notamment la rencontre de Bryce Dallas Howard. Elle auditionne par la suite pour Ruthless! (en) où elle obtient un rôle. En 1993, elle auditionne à nouveau pour le rôle d'un enfant qui se lie d'amitié avec un tueur à gage dans le film de Luc Besson, Léon. Si Liv Tyler est d'abord considérée pour le rôle, c'est finalement Natalie Portman qui obtient le rôle pour sa fraîcheur et sa sensibilité,,. Elle prend alors le nom de sa mère pour protéger sa vie privée et sa famille,. Pourtant, le directeur de casting l'a d'abord refusée pour le rôle à cause de son jeune âge. Mais Natalie Portman persévère et retourne au casting en interprétant la scène durant laquelle son personnage se lamente sur la perte de son frère. Luc Besson est si impressionné par la profondeur dégagée par l'actrice qu'il lui donne le rôle.
Gary Oldman a donné son accord pour interpréter son rôle dans le film sans même avoir lu le scénario, tout comme il le fera à nouveau pour Le Cinquième Élément. Oldman a entretenu une relation de collaboration avec Besson, déclarant : « Vous partagez vos idées, et si vous avez une idée qui lui plaît, vous pouvez parier votre dernier dollar qu'elle sera intégrée au film. J'ai tellement aimé travailler avec Luc que si je ne travaillais plus jamais avec un autre réalisateur, cela ne m'inquiéterait pas. » Dans une interview ultérieure, cependant, Oldman a fait allusion à certains conflits avec Besson sur le plateau : « Il vous dit comment bouger, comment parler, où vous tenir. Il a essayé cela avec moi [rires], pas toujours avec le plus grand succès. »
Samy Naceri trouve aussi dans ce film son premier rôle au cinéma. Contrairement à Natalie Portman, sa participation est limitée et ne lui suffit pas encore à atteindre la notoriété qu'il connaîtra ensuite avec la saga Taxi, produite par Luc Besson. Dans Léon, il tient en effet un rôle mineur le mettant peu en valeur, celui d'un membre cagoulé du SWAT dans la scène de l'escalier.

### Tournage

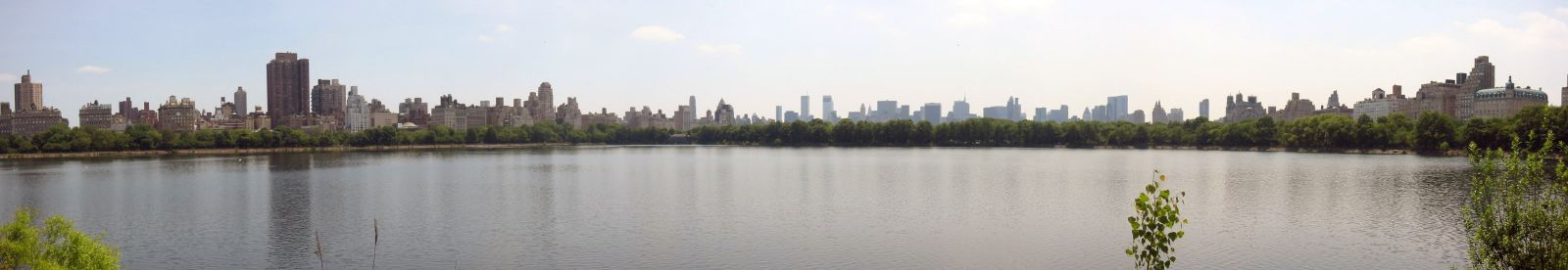
le Réservoir de Central Park, visible dans le plan d'ouverture

Le tournage en extérieur de Léon a lieu entièrement aux États-Unis. Les prises de vues se déroulent d'abord à New York (du 1er juin au 23 juillet 1993). Les scènes en intérieur sont ensuite tournées aux studios Éclair d'Épinay-sur-Seine (France) (du 28 juillet au 7 octobre 1993).
Certaines scènes sont tournées à l'hôtel Chelsea qui abrite l'appartement de Léon. Le Roosevelt Island Tramway fait également partie des lieux de tournage du film.
Après Léon, Luc Besson tournera Le Cinquième Élément et Jeanne d'Arc en anglais (cependant la distribution de Jeanne d'Arc sera composée d'une majorité d'acteurs français, à la différence des deux précédents).

### Musique
Albums de Éric Serra
Atlantis
(1991) GoldenEye
(1995)

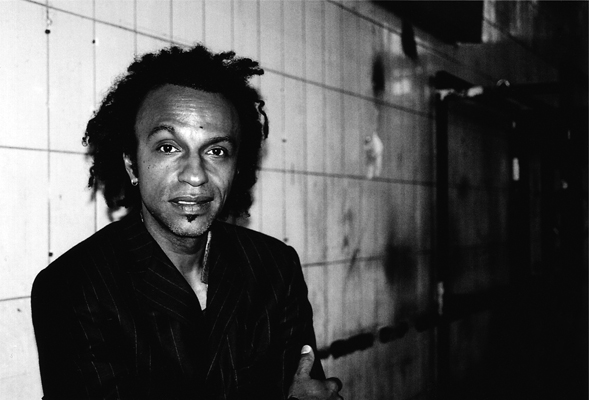
Manu Katché a co-écrit les paroles de la chanson Hey Little Angel.

La bande originale du film a été composée par Éric Serra, qui signe ici sa 6e collaboration avec Luc Besson, après L'Avant-dernier (1981), Le Dernier Combat (1983), Subway (1985), Le Grand Bleu (1988), Nikita (1990) et Atlantis (1991).
Conduite par John Altman, la musique a été enregistrée à l'« X-Plorer » à Paris et aux Angel Studios à Londres. L'album, d'une durée de 59 minutes environ, a été distribué le 25 novembre 1994 par le label TriStar Music, sous le titre anglais The Professional. La même année, Columbia Records édite la bande originale sous le titre français, Léon, avec une chanson supplémentaire non présente dans le film, intitulée Hey Little Angel, composée et interprétée par Éric Serra, sur des paroles de Luc Besson et Manu Katché.
Le film contient par ailleurs plusieurs morceaux additionnels non composés pour le film : Venus as a Boy, interprété par Björk, Shape of My Heart, chanté par Sting et utilisé au début du générique de fin, et I Like Myself, interprété par Gene Kelly dans l'extrait du film Beau fixe sur New York que Léon va voir au cinéma. Natalie Portman interprète en outre quelques chansons dans une scène du film : Like a Virgin de Madonna, Singing in the Rain et Happy Birthday.
Voici la liste des pistes présentes sur la bande originale :
1. Noon
2. Cute Name
3. Ballad For Mathilda
4. What's Happening Out There?
5. A Bird In New York
6. She Is Dead
7. Fatman
8. Leon The Cleaner
9. Can I Have A Word With You?
10. The Game Is Over
11. Feel The Breath
12. Room 4602
13. Very Special Delivery
14. When Leon Does His Best
15. Back On The Crime Scene
16. Birds Of Storm
17. Tony The IBM
18. How Do You Know It's Love?
19. The Fight Part 1 The Swat Squad
20. The Fight Part 2 Bring Me Everyone
21. The Fight Part 3 The Big Weapon
22. The Fight Part 4 One Is Alive
23. Two Ways Out
24. Hey Little Angel (version Columbia seulement)

## Accueil

### Sortie
Le succès de Léon permet à Luc Besson de relancer son projet de film de science-fiction, même si le réalisateur avoue lui-même que ce succès n'a pas suffi à lui seul à rendre possible le tournage du Cinquième Élément.

### Critiques

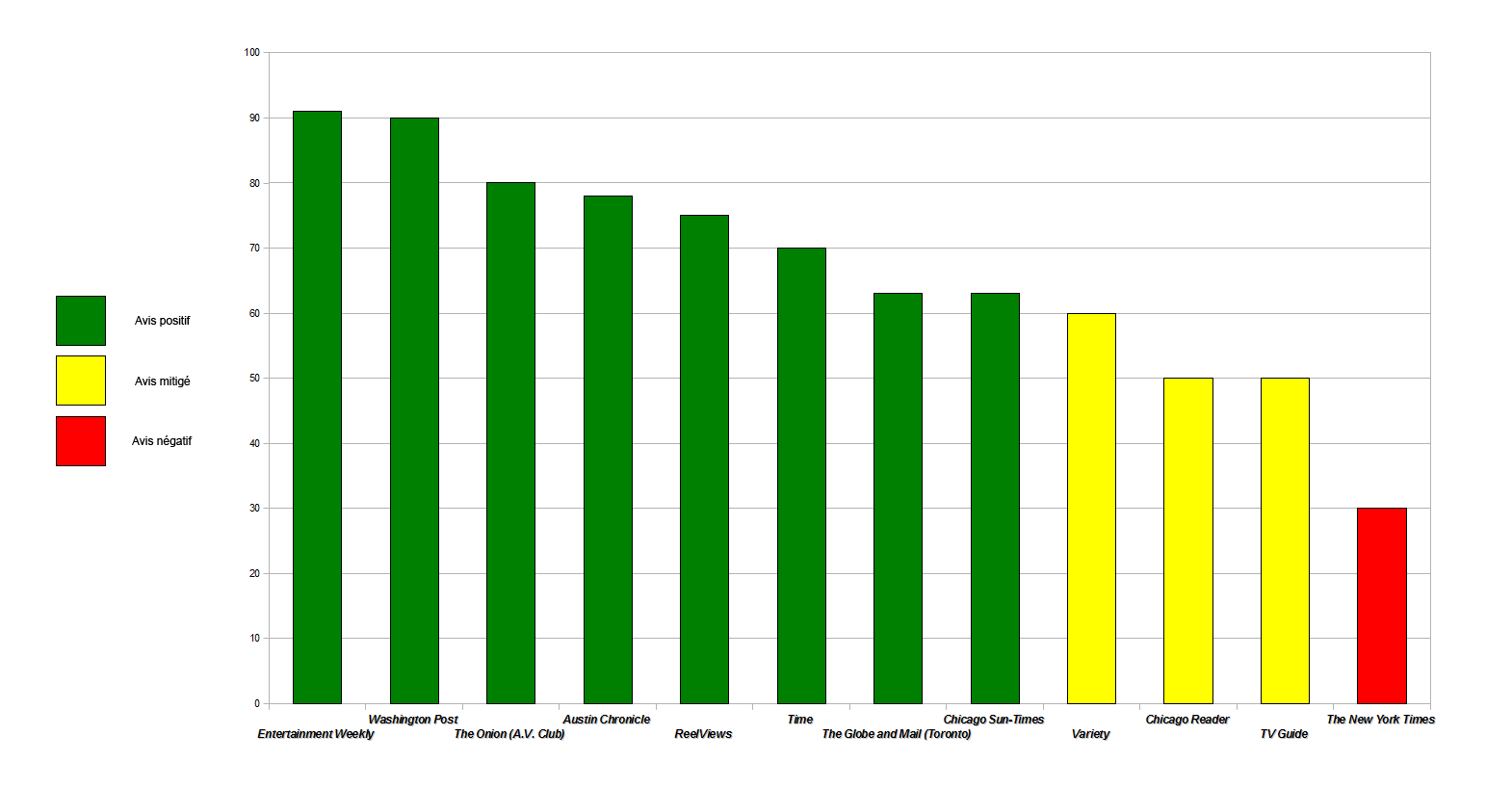
Graphique des notes de la presse anglo-saxonne recensées par Metacritic.com.

Le film reçoit un très bon accueil du public, aussi bien aux États-Unis qu'en France : il a la note moyenne de 8,6⁄10 avec 188 000 avis sur l'IMDb, ce qui le classe parmi les 50 meilleurs films toutes catégories confondues ; les 80 000 notes des utilisateurs d'Allociné lui donnent une moyenne de 4,3⁄5 le plaçant parmi les 150 meilleurs films selon les spectateurs ; enfin, 96 % des notes attribuées sur Rotten Tomatoes sont positives, pour une moyenne de 8,3⁄10.
Du côté des critiques professionnelles, l'accueil est plus mitigé mais toujours globalement positif. Ainsi, Metacritic.com, qui recense les critiques de magazines anglophones, attribue à Léon une moyenne de 64⁄100 pour un total de 12 critiques et RottenTomatoes écrit que 73 % des critiques de professionnels sont positives, avec une moyenne de 6,7⁄10. En 2008, le magazine Empire l'a classé à la 227e place dans sa liste des 500 meilleurs films de tous les temps.
En France, Télérama évoque un film « à la mécanique parfaitement huilée », mais au message un peu « bêta » où perce un « soupçon de démodé ». L'hebdomadaire salue toutefois la réussite des scènes d'action. Les Inrockuptibles ironise sur la « naïveté forcenée » dont fait preuve Besson dans le traitement de l'histoire d'amour entre Léon et Mathilda. Le magazine y voit un film « simpliste », au « style certes efficace, mais d'une pensée si pauvre qu'elle confond par exemple analphabétisme et pureté ». Le critique italien Fabio Ferzetti, dans Il Messaggero, note que l'on regarde le film avec un « mélange d'intérêt et d'agacement, comme avec tous les films de Luc Besson ». Le cinéaste prouve, selon lui, son « somptueux talent dans les scènes d'action » mais il déplore la naïveté du trait, notamment dans les scènes évoquant la rédemption de Léon. « Jouer sur les clichés et sur la barbarie, ajoute-il, ne suffit pas à donner de la profondeur à une bande-dessinée ».
Aux États-Unis, Roger Ebert a émis un avis globalement positif mais a fait remarquer qu'il y avait selon lui « quelque chose d'anormal dans le fait de mettre un personnage de 12 ans au milieu de toute cette action » et que le film semblait « exploiter la jeunesse de la fille sans vraiment la traiter en elle-même ».
Le personnage du policier corrompu Norman Stansfield a été globalement bien accueilli par les critiques, des comparaisons favorables ayant même été faites avec Jack Torrance, tel qu'interprété par Jack Nicholson dans Shining (1980). Richard Schickel a qualifié la performance de Gary Oldman de « divinement psychotique » dans le Time. En revanche, Chris Hicks, qui donne une note de 1,5⁄4 au film, l'a estimée « complètement ridicule » dans son article pour Deseret News. Luc Besson était quant à lui très satisfait de Gary Oldman, au point de lui proposer un des rôles principaux pour son film suivant, Le Cinquième Élément (1997). Stansfield figure dans des listes des plus grands méchants du cinéma,,,. En 2002, il a été cité en 43e place du « Top 100 des méchants de tous les temps » par la Online Film Critics Society.

### Box-office
Léon est un succès populaire, attirant en France près de 3 500 000 spectateurs lors de son exploitation en salle. Aux États-Unis, le film rapporte plus de 5 300 000 $ lors de son weekend d'ouverture (le 20 novembre 1994) et finalement 19 250 000 $. Léon est également diffusé au Royaume-Uni où il fait une recette de 3 400 000 £, au Japon environ un an plus tard où il rapporte 112 500 000 ¥ ainsi qu'en Suède (près de 21 000 000 SEK de recette).

## Distinctions
Léon est nommé à sept reprises durant la 20e cérémonie des Césars (notamment pour le César du meilleur film, du meilleur réalisateur pour Luc Besson et du meilleur acteur pour Jean Réno) mais n'y remporte cependant aucune récompense. Le film gagne finalement deux prix : le Golden Reel Award du meilleur montage sonore pour un film étranger, délivré en 1995 par l'association Motion Picture Sound Editors, et le Lion tchèque du meilleur film en langue étrangère en 1996.

### Récompenses
| Année | Cérémonie ou récompense                              | Prix                                            | Lauréat(es)  |
| ----- | ---------------------------------------------------- | ----------------------------------------------- | ------------ |
| 1995  | Golden Reel Award de la Motion Picture Sound Editors | Meilleur montage sonore (Section film étranger) | Louis Lajoie |
| 1996  | Lion tchèque                                         | Meilleur film en langue étrangère               | Luc Besson   |

### Nominations
| Année | Cérémonie ou récompense | Prix                                  | Nommé(es)                                                       |
| ----- | ----------------------- | ------------------------------------- | --------------------------------------------------------------- |
| 1995  | César du cinéma         | Meilleur acteur                       | Jean Reno                                                       |
| 1995  | César du cinéma         | Meilleur réalisateur                  | Luc Besson                                                      |
| 1995  | César du cinéma         | Meilleur film                         | Luc Besson                                                      |
| 1995  | César du cinéma         | Meilleure photographie                | Thierry Arbogast                                                |
| 1995  | César du cinéma         | Meilleur montage                      | Sylvie Landra                                                   |
| 1995  | César du cinéma         | Meilleure musique écrite pour un film | Éric Serra                                                      |
| 1995  | César du cinéma         | Meilleur son                          | François Groult, Pierre Excoffier, Gérard Lamps, Bruno Tarrière |
| 1996  | Japanese Academy Awards | Meilleur film étranger                | Luc Besson                                                      |

## Autour du film

### Version longue
Une version longue, comportant vingt-six minutes supplémentaires, est distribuée en France le 26 juin 1996 avec l'accroche « Vous ne savez pas tout ». Cette version comporte des scènes supprimées après les projections tests réalisées à Los Angeles avant la sortie de la version standard. Certaines scènes ont aussi été retirées à la demande des parents de Natalie Portman qui jugeaient la relation entre Léon et Mathilda trop équivoque.
Les scènes ajoutées sont les suivantes, :
- Mathilda prétend devant Léon qu'elle a 18 ans.
- Léon ayant refusé la demande de Mathilda de venger ses parents, celle-ci menace de se tuer à la roulette russe. Léon, après hésitation, éjecte le revolver des mains de Mathilda, faisant partir le coup et sauvant la jeune fille d’une mort certaine.
- Léon présente Mathilda à Tony, lui annonçant qu’il veut faire d’elle son apprentie. Tony, d’abord réticent, finit par accepter.
- Mathilda commence son entraînement de tueuse. Elle et Léon utilisent le coup du chewing-gum sur le judas pour entrer chez leur première cible, un dealer, où ils mettent le feu à la marchandise de ce dernier, avant de l'abattre.
- Léon et Mathilda célèbrent dans un restaurant l'exécution de leur premier contrat. Le champagne aidant, Mathilda est prise d'un fou rire lorsqu'elle demande à Léon de l'embrasser.
- Léon et Mathilda effectuent plusieurs contrats en reprenant la méthode du chewing-gum sur le judas. Mais ils tombent sur un client non dupe et réticent (joué par Luc Besson) qui mitraille le duo, obligeant Léon à prendre une mesure radicale : il balance une grenade dans l'appartement du client tout en expliquant le coup de la goupille (cette dernière reste accrochée au pouce de Léon). Il est à noter que le coup de la goupille sera réutilisé à la fin du film à l’encontre de Stanfield (« de la part de Mathilda », dira Léon en mourant).
- Alors qu’il s’apprête à exécuter un contrat seul de son côté, Léon confesse à Mathilda que leur rencontre a changé sa vie en lui apportant une maturité qui lui manquait, et qu’il a besoin d’un peu de temps pour lui.
- Assise dans la rue devant son immeuble, Mathilda se fait aborder par quatre garçons qui exigent de se faire payer pour qu’elle ait le droit de s’asseoir sur les escaliers. Mathilda leur donne cent dollars puis les envoie balader.
- Mathilda demande à Léon de faire l'amour avec elle ; il refuse. Léon explique ensuite à Mathilda pourquoi il a dû quitter son pays natal pour New York à l'âge de 19 ans.
- Mathilda et Léon dorment ensemble dans le même lit.

Ces scènes n'ont cependant jamais été doublées en version française.

### Procès
Le scénariste lyonnais Franck Gerardi déposa plainte contre Luc Besson, estimant que le film était une contrefaçon de son scénario L’Enfance déchirée, déposé en 1989 à la Société des auteurs et compositeurs dramatiques. La trame et les personnages seraient similaires. Mais la demande fut déboutée en 1999, les juges considérant que les similitudes n'étaient pas suffisantes.

### Erreurs
Léon contient plusieurs erreurs de continuité flagrantes. Par exemple, lors de la première intervention de Léon, l'antenne du téléphone sans fil de « Mr. Jones » a des longueurs différentes suivant les plans. Ou encore, la cigarette que fume Mathilda à la onzième minute du film rétrécit de plusieurs centimètres entre deux plans, quand Léon arrive. Après une heure de film, lorsque Mathilda est étendue sur le lit et qu'elle parle de son mal de ventre, ses cheveux changent de position entre deux plans. Enfin, certains passages sonores sont réutilisés dans différentes scènes, comme la phrase prononcée par le père de Mathilda à la quatorzième minute du film (« ...et arrête de fumer dans les couloirs putain ! ») qui peut être ré-entendue à la dix-neuvième minute lorsque Léon écoute en passant devant la porte de l'appartement de la famille de Mathilda et qu'il entend encore le père se fâcher (pour cet exemple, la répétition peut être intentionnelle, afin de souligner le caractère récurrent des scènes de conflits domestiques dans cette famille dysfonctionnelle).
Le corps de la demi-sœur de Mathilda a aussi légèrement bougé entre sa mort et lorsque Stansfield empêche son père de s'enfuir. Sur ce plan-là, on peut remarquer que le corps gisant de la demi-sœur s'est entre-temps rapproché du mur, sa main le touchant.
Le film contient aussi des plans « ratés » où l'on peut voir une trace des équipements du tournage. À la quarante-septième minute, quand la voiture s'arrête, les lumières des projecteurs utilisées pour le tournage se reflètent sur la voiture. Une même erreur a lieu après une heure et quart : on aperçoit le perchman dans le reflet d'un miroir du restaurant de Tony.
Il y a également plusieurs incohérences dans le film. Par exemple, lorsque Mathilda revient sur les lieux du crime de sa famille, un policier est encore posté dans le couloir pour surveiller l'entrée de l'appartement, encore barrée par des banderoles et dont rien n'a changé depuis les meurtres. Pourtant, plusieurs jours se sont écoulés depuis.

### Clins d'œil

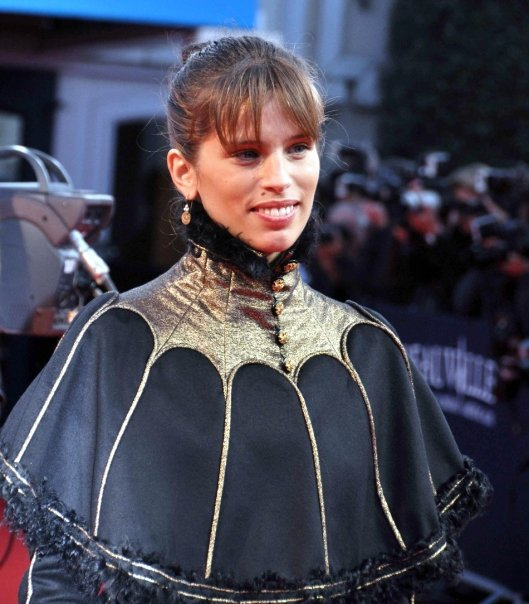
Maïwenn (ici en 2009) fait un caméo dans Léon. Elle réalise également le making-of du film.

Quelques clins d'œil sont présents dans le film. Le premier concerne le nom sous lequel Mathilda s'inscrit à l'hôtel. Dans le film, elle dit à Léon qu'elle a rempli le formulaire de l'hôtel sous le nom de MacGuffin : « le nom d'une pétasse de ma classe que je peux pas saquer ». Plus tard, le maître d'hôtel frappe à la porte de sa chambre en appelant « Monsieur MacGuffin ?! ». Ce nom fait référence à Alfred Hitchcock : le réalisateur utilise le terme de MacGuffin pour désigner un élément de l'intrigue accessoire pour le spectateur mais essentiel pour les protagonistes de l'histoire.
Il est également possible de noter le caméo de l'actrice Maïwenn, alors épouse de Besson, qui joue le rôle de la prostituée blonde au début du film et qui incarnera par la suite le rôle de la diva dans Le Cinquième Élément (1997), également de Luc Besson. Au générique, elle est créditée sous le nom de Ouin-Ouin. Par ailleurs, Jean-Hugues Anglade fait un caméo, non crédité au générique, dans la version longue[source secondaire nécessaire] : le spectateur le voit simplement ouvrir une porte. Lors du tournage de Léon, il tournait aussi aux Studios d'Épinay[réf. nécessaire], pour La Reine Margot. Enfin, Luc Besson lui-même apparaît dans le film, dans le rôle d'une cible de Léon armée et recluse dans un appartement de New York[source secondaire souhaitée].
Enfin, on peut remarquer[style à revoir]des similitudes avec Porco Rosso de Hayao Miyazaki, sorti en 1992 et présenté en France en 1993 : le personnage de Porco Rosso est doublé par Jean Reno, il porte les mêmes lunettes que Léon et est également l'objet de l'affection de la jeune fille qu'il recueille[source secondaire nécessaire].

### Postérité et hommages
La chanson Matilda issue de l'album An Awesome Wave du groupe Alt-J fait référence au film. Le groupe y chante « This is from Matilda », une réplique de Léon dans la version originale.
La chanson Mathilda de la chanteuse Wallen fait aussi référence au film.
La chanson Leon de The Japanese House fait référence à un possible épilogue du film.
Le manga Assassins sorti en 2014 est directement inspiré du film, le 3e et dernier tome allant jusqu’au clin d’œil appuyé (Suzuki a failli avoir « Mathilda » comme nom de code).
La chanson Leon de la chanteuse sud-coréenne IU fait référence au film du même nom.
La chanson Léon du groupe de rap belge l'Or du Commun fait référence au film.
Le personnage de Léon fait partie de l'équipe de « Bros » jouables dans le jeu Broforce (2015) sous le pseudonyme de The Brofessional (en référence au titre anglais du film, The Professional). Dans le jeu Resident Evil 4, le héros, Léon, peut obtenir un pistolet nommé Matilda (écrit sans « H ») en référence au film. L'arme revient d'ailleurs dans le remake de Resident Evil 2. Dans le jeu Warcraft III: Reign of Chaos, certaines unités (les bandits) peuvent parfois dire en référence au film Léon : « Léon, nettoyeur »[réf. nécessaire]. Dans le jeu Overwatch, l'une des répliques déblocables du personnage de Zenyatta est « La mort est capricieuse aujourd'hui », prononcée par Norman Stansfield dans le film. La référence est à la fois dans la version originale et dans la version française du jeu.